# Maniketh Gopala Menon
Maniketh Gopala Menon fue un diplomático indio.
- Maniketh Gopala Menon era el primer hijo de Janaki Amma y NC Kumara Menon un abogado de Ottapalam y hermano mayor de en:K. P. S. Menon (senior) y Parakat Achutha Menon
- En noviembre de 1920 dejó los estudios universitarios a unirse al movimiento de no-cooperación y dirigió el boicot de Colegios y Escuelas en la Madras Presidencia.
- Fue detenido en la sección 144 de la Policía Madras.
- Se negó a pagar la multa impuesta por la Presidencia Magistrado, Madras, pero liberado de la prisión en el pago de la multa por E.L. Iyer.[1]
- Trabajó bajo Chakravarti Rajagopalachari en Madrás.
- En abril de 1921 llegó Malabar donde organizó el Congreso Nacional Indio
- En el momento de la en:Malabar rebellion, Llevado un mensaje del Comité Provincial Congreso de Kerala a Gandhi en Coimbatore como los líderes en Malabar estaban prohibidas en virtud del artículo 144 para salir de Malabar Gandhi y como lo que no se les permite visitar Malabar.
- Trabajó en Ernad y Valluvanad taluks durante el período de la rebelión.
- En 1922 fue secretario del Comité del Congreso de Distrito en Malabar.
- A partir de 1923 su compartamiento es descrito con la unión al Movimiento Revolucionario subterráneo y continuó sus estudios universitarios en Mangalore.[2]
- De 1940 a 1944 fue Controlador de Café adjunto en el Indian Civil Service (British India).
- De 1944 a 1946 fue director adjunto del Departamento de alimentación.
- En julio de 1946 fue subsecretario en el Ministerio de Asuntos Exteriores (India).
- En 1947, 1948 y 1949 fue secretario de la delegación de la India a la tercera Session de la Asamblea General de las Naciones Unidas.
- De septiembre de 1948 a mayo de 1948 fue Representante Permanente en funciones de la Delegación de la India ante la Sede de la Organización de las Naciones Unidas en Lake Success.
- En 1950 fue Representante en funciones de la India ante la Consejo de Seguridad de las Naciones Unidas.
- De abril de 1951 a 1954 fue representante de la India en Malaya y Singapur.
- De 1954 a 1956 fue Comisionado en Nairobi África Oriental Británica y Cónsul General en el Congo Belga y Ruanda-Burundi
- Del 30 de agosto de 1956 a 1957 fue Cónsul General en Nueva York.
- De 1957 a 1961 fue presidente de la International Control Commission en Camboya.

En Vietnam, el I.C.C. quedó siete años, dividiendo su tiempo entre Hanói y Saigón.